# Estación de El Chorro-Caminito del Rey
Estación de El Chorro-Caminito del Rey vasútállomás Spanyolországban, Álora településen.

## Vasútvonalak
Az állomást az alábbi vasútvonalak érintik:
- Córdoba–Málaga-vasútvonal

## Kapcsolódó állomások
A vasútállomáshoz az alábbi állomások vannak a legközelebb:
- Estación de Bobadilla
- Estación de Las Mellizas